# プリンセス プリンセス大全集
『プリンセス プリンセス大全集』（プリンセス プリンセスだいぜんしゅう：The Complete Songs Of Princess Princess）は、1996年6月1日にリリースされたプリンセス・プリンセスの7枚組CD-BOXセット。10年間の活動中にリリースした全120曲の楽曲を50音順に収録。歌詞冊子には全曲の歌詞とメンバーによるライナーノーツ、メンバー別作詞作曲表、ディスコグラフィ、年表が付いている。1万枚の完全限定生産ということで発売されたが、予約数が生産数を大幅に上回ったため、追加生産して予約者すべてが入手できるようにした。

## 収録曲
全120曲の収録順は以下の通り

### Disc 1 (A〜Ka)
1. EYEWITNESS [4:04]
作詞：今野登茂子　作曲：渡辺敦子
2. I LOVE YOU [3:06]
作詞：中山加奈子　作曲：奥居香
3. I LOVE YOU 〜窓辺にて〜 [4:09]
作詞：中山加奈子　作曲：奥居香
4. 相棒 [1:37]
作詞：中山加奈子　作曲：奥居香
5. 言わないで [4:25]
作詞：今野登茂子　作曲：奥居香、渡辺敦子、中山加奈子
6. WEDDING [4:45]
作詞：渡辺敦子　作曲：今野登茂子
7. うちに帰ろう [3:50]
作詞：富田京子　作曲：中山加奈子
8. 海にひとしずく [4:17]
作詞・作曲：今野登茂子
9. ヴァイブレーション [4:10]
作詞・作曲：中山加奈子
10. VOICE [4:50]
作詞・作曲：今野登茂子
11. M [4:33]
作詞：富田京子　作曲：奥居香
12. AB／AC [3:59]
作詞：佐伯健三　作曲・編曲：吉川洋一郎
13. OH YEAH! [4:07]
作詞：中山加奈子　作曲：奥居香
14. 思い出の隙間 [5:10]
作詞・作曲：中山加奈子
15. OH! MONKEY WOMAN [4:10]
作詞・作曲：中山加奈子
16. 海賊と私 [4:30]
作詞：今野登茂子　作曲：奥居香、中山加奈子
17. 片想い [3:51]
作詞：中山加奈子　作曲：奥居香
18. 悲しみのある風景 [3:55]
作詞：富田京子　作曲：奥居香

### Disc 2 (Ka〜Ko)
1. COME BACK  [4:12]
作詞・作曲：今野登茂子
2. 彼氏がほしい [4:05]
作詞：奥居香　作曲：中山加奈子
3. 風が吹いたら [4:24]
作詞・作曲：渡辺敦子
4. ガラクタヲ吹キ飛バセ [5:01]
作詞：中山加奈子　作曲：渡辺敦子
5. ガールズ・ナイト [4:41]
作詞：中山加奈子　作曲：奥居香
6. KISS [4:29]
作詞: 富田京子、中山加奈子　作曲: 奥居香
7. Kissで犯罪 [3:39]
作詞：松井五郎　作曲：中崎英也　編曲：安部王子
8. KEEP ON LOVIN' YOU [4:04]
作詞：渡辺敦子　作曲：奥居香、今野登茂子
9. 傷跡 [5:17]
作詞：中山加奈子　作曲：奥居香
10. GUITAR MAN [4:50]
作詞・作曲：奥居香
11. くちづけはお早めに [3:39]
作詞：佐伯健三　作曲：松浦雅也　編曲：岡田徹
12. GLASS HEAVEN [4:12]
作詞：富田京子　作曲：奥居香
13. GET CRAZY! [4:33]
作詞：中山加奈子　作曲：奥居香
14. 恋するチャンピオン [3:44]
作詞・作曲：富田京子
15. 恋に落ちたら [3:58]
作詞：奥居香　作曲：今野登茂子
16. 恋のペンディング [3:44]
作詞・作曲：奥居香
17. 恋のペンディング（Version2） [4:07]
作詞・作曲：奥居香

### Disc 3 (Ko〜Shi)
1. 恋はカンターレ [3:34]
作詞：富田京子　作曲：今野登茂子
2. 恋はバランス（'92mix） [3:43]
作詞：中山加奈子　作曲：鈴木キサブロー
3. GO AWAY BOY [4:11]
作詞・作曲：中山加奈子
4. SUMMER MADNESS [5:42]
作詞：渡辺敦子　作曲：奥居香、渡辺敦子
5. さよならダーリン [3:58]
作詞：富田京子　作曲：奥居香
6. 砂漠の太陽 [3:14]
作詞・作曲：奥居香
7. 錆びつきブルース [3:19]
作詞：中山加奈子　作曲：奥居香　唄：中山加奈子
8. THE SUMMER VACATION [3:50]
作詞：中山加奈子　作曲：奥居香
9. THE LAST MOMENT [4:47]
作詞：富田京子　作曲：奥居香
10. THE PRIVATE FANFARE [3:50]
作曲・編曲：奥居香
  - インストルメンタル
11. SHE [4:44]
作詞：中山加奈子　作曲：今野登茂子
12. シェイク イット オフ [3:57]　
作詞：今野登茂子　作曲：奥居香
13. 少女・アマゾネス [4:06]
作詞：佐伯健三　作曲・編曲：岡田徹
14. ジャングルプリンセス [5:04]
作詞：今野登茂子　作曲：中山加奈子
15. ジュリアン [5:06]
作詞：中山加奈子　作曲：奥居香
16. 純愛 [4:22]
作詞：中山加奈子　作曲：奥居香
17. ジョーカーと100人の亡者 [3:29]
作詞：中山加奈子　作曲：中山加奈子、奥居香　唄：中山加奈子

### Disc 4 (Shi〜Thu)
1. 冗談じゃない [3:35]
作詞：今野登茂子　作曲：中山加奈子
2. SWEET VALENTINE [5:18]
作詞：中山加奈子　作曲：奥居香
3. STAY THERE [4:29]
作詞：富田京子　作曲：奥居香
4. ストリート・ウーマン [4:08]
作詞：中山加奈子　作曲：奥居香、中山加奈子
5. スパイ イン ラヴ [4:13]
作詞：渡辺敦子　作曲：渡辺敦子、奥居香、中山加奈子
6. 青春デイ ドリーム [3:42]
作詞：富田京子　作曲：今野登茂子
7. 世界でいちばん熱い夏（'92mix） [3:47]
作詞：富田京子　作曲：奥居香
8. 世界でいちばん熱い夏（平成レコーディング） [4:11]
作詞：富田京子　作曲：奥居香
9. SEVEN YEARS AFTER [4:42]
作詞：富田京子　作曲：奥居香
10. 空より海より（プリプリサンバ'91） [3:18]
作詞：富田京子　作曲：奥居香
11. それじゃね [4:04]
作詞：富田京子　作曲：奥居香
12. それなりにいいひと [4:44]
作詞：今野登茂子　作曲：奥居香
13. ソーロング、ドリーマー（'94mix） [4:10]
作詞：富田京子　作曲：奥居香
14. 台風の歌 [4:40]
作詞：富田京子　作曲：奥居香、中山加奈子
15. DIAMONDS ＜ダイアモンド＞ [4:58]
作詞：中山加奈子　作曲：奥居香
16. だからハニー [4:28]
作詞：中山加奈子　作曲：奥居香
17. 月夜の出来事 [3:30]
作詞・作曲・唄：今野登茂子

### Disc 5 (Te〜Ha)
1. ティンカーベル [5:13]
作詞：中山加奈子　作曲：奥居香
2. Dear [2:24]
作詞：富田京子　作曲：奥居香
3. DING DONG [3:52]
作詞：中山加奈子　作曲：奥居香
4. TOKYO彼女 [4:09]
作詞：松井五郎　作曲：プリンセス・プリンセス　編曲：安部王子
5. ときめく頃を過ぎても [4:16]
作詞：富田京子　作曲：奥居香
6. 友達のまま [5:00]
作詞：富田京子　作曲：奥居香
7. 19 GROWING UP -ode to my buddy- [4:16]
作詞：富田京子　作曲：奥居香
8. 夏の終わり [4:57]
作詞・作曲：渡辺敦子
9. 名前のない町 [4:36]
作詞：中山加奈子　作曲：奥居香
10. 渚は涙のパラダイス [3:52]
作詞：今野登茂子　作曲：渡辺敦子
11. 逃げろ [5:04]
作詞・作曲：中山加奈子
12. HIGHWAY STAR [4:51]
作詞：渡辺敦子　作曲：渡辺敦子、奥居香
13. HEART STOMPIN' MUSIC [4:09]
作詞：今野登茂子　作曲：奥居香
14. 晴れた日に [4:29]
作詞：富田京子　作曲：奥居香
15. Hello!! [3:35]
作詞：今野登茂子　作曲：奥居香
16. Bye Bye [4:54]
作詞：中山加奈子　作曲：奥居香
17. Birthday Song [3:53]
作詞：富田京子　作曲：奥居香

### Disc 6 (Ha〜Ma)
1. BIRD'S EYE VIEW [4:19]
作詞・作曲：今野登茂子
2. バラ色の人生 [4:35]
作詞・作曲：中山加奈子
3. パイロットになりたくて [4:22]
作詞：中山加奈子　作曲：今野登茂子
4. パレードしようよ [3:26]
作詞：富田京子　作曲：奥居香
5. POWER [4:08]
作詞：富田京子　作曲：奥居香
6. パパ [5:11]
作詞：中山加奈子　作曲：奥居香
7. 瞳だけはみつめない [4:26]
作詞：渡辺敦子　作曲：奥居香
8. ひとりじめ [4:12]
作詞・作曲：今野登茂子
9. ひまわりとカーディガン [4:14]
作詞：富田京子　作曲：渡辺敦子
10. ヒプノタイズド [4:32]
作詞・作曲：奥居香
11. BEE-BEEP プリプリサミット [4:38]
作詞：プリンセス・プリンセス　作曲：中山加奈子
12. ふたりが終わる時 [2:51]
作詞：中山加奈子　作曲：奥居香
13. Fly Baby Fly [3:46]
作詞：富田京子　作曲：奥居香
14. FLAME [4:47]
作詞：渡辺敦子　作曲：今野登茂子
15. プロポーズ [4:06]
作詞：中山加奈子　作曲：奥居香
16. へっちゃら [3:28]
作詞：奥居香　作曲：中山加奈子
17. MY WILL（'92mix） [4:17]
作詞：今野登茂子　作曲：奥居香

### Disc 7 (Ma〜Wa)
1. まわれ!メリーゴーランド [3:35]
作詞：富田京子　作曲：中山加奈子
2. 港の見える丘 [3:59]
作詞：中山加奈子　作曲：奥居香
3. ムーンライト ストーリー [4:43]
作詞：中山加奈子　作曲：奥居香
4. MELODY MELODY [5:14]
作詞：富田京子　作曲：奥居香
5. モーション・エモーション [4:13]
作詞：中山加奈子　作曲：プリンセス・プリンセス、片野悦郎
6. やさしい殺意 [3:53]
作詞：麻生圭子　作曲・編曲：岡田徹
7. ユー・アー・マイ・スターシップ（'94mix） [4:27]
作詞：富田京子　作曲：奥居香
8. 夕陽がよんでいる [4:13]
作詞：渡辺敦子　作曲：中山加奈子
9. LOVE AND BLOOD [4:09]
作詞：富田京子　作曲：中山加奈子、奥居香
10. REGRET [4:33]
作詞：中山加奈子　作曲：奥居香
11. レイン [5:05]
作詞：富田京子　作曲：中山加奈子
12. ROCK ME [4:06]
作詞・作曲：奥居香
13. ROMANCIN' BLUE [5:02]
作詞：富田京子　作曲：奥居香
14. ロマンス [4:48]
作詞：中山加奈子　作曲：奥居香
15. ROLLIN' ON THE CORNER [5:21]
作詞：今野登茂子　作曲：奥居香
16. One [4:21]
作詞：富田京子　作曲：奥居香　編曲：笹路正徳
17. WONDER CASTLE [3:33]
作詞：今野登茂子　作曲：奥居香